# Nunthorpe
Nunthorpe – osada i civil parish w Anglii, w North Yorkshire, w dystrykcie (unitary authority)  Middlesbrough. W 2011 roku civil parish liczyła 4866 mieszkańców. Nunthorpe jest wspomniana w Domesday Book (1086) jako Torp.